# Любен Георгиев (литературовед)
Вижте пояснителната страница за други личности с името Любен Георгиев.
Любен Георгиев Христов е български литературовед и литературен критик. Специалист по българска литература на ХХ век и по съветска литература.

## Биография
Любен Георгиев е роден на 13 януари 1933 г. в София в семейството на книгоиздател (издателство „Цвят“). Завършва гимназия в Горна Оряховица (1952) и българска филология в Софийския университет (1955). През 1952 – 1958 г. членува в Кабинета на младите писатели към СБП. Първата му литературна публикация е през 1952 г. Редактор в издателство „Народна младеж“ (1960 – 1963), в издателство „Български писател“ (1966 – 1975).
През 1962 г. защитава кандидатска дисертация върху творчеството на Петко Ю. Тодоров, а през 1985 г. – докторска дисертация върху творчеството на Димитър Димов. Старши научен сътрудник II степен в Института за литература на БАН (1980). Доцент по литература във ВИТИЗ (от 1987).
Член на Съюза на българските писатели. Приятел на поета Владимир Башев.
Като литературовед се изявява като критик спътник на поетите от Априлското поколение. Най-прочутата му книга е посветена на Пеньо Пенев.
Водещ на предаването „Московски срещи“ по Българската телевизия. Автор на в. „Стършел“.
Умира на 29 януари 2001 г. в София.

### Книги
- „Статии и портрети“. София, 1962.
- „Христо Смирненски“. София, 1962.
  - „Христо Смирненски“. София, 1967.
  - „Христо Смирненски“. София, 1982.
  - „Христо Смирненски“. София: Народна младеж, 1988, 280 с.
- „Димитър Бояджиев. Литературно-критически очерк“. София, 1963.
- „Петко Ю. Тодоров. Монография“. София, 1963.
- „Васил Воденичарски. Литературно-критически очерк“. София, 1964.
  - „Васил Воденичарски. Литературно-критически очерк“. София, 1968.
- „Пеньо Пенев. Поетът с ватенката“. София: БАН, 1965, 530 с.
  - „Пеньо Пенев. Поетът с ватенката“. София, 1970.
  - „Поетът с ватенката. Книга за Пеньо Пенев“. София: Профиздат, 1983, 624 с.
  - „Пеньо Пенев. Поетът с ватенката“. София, 1990.
- „В търсене на новия герой. Статии и портрети“. София, 1967.
- „Георги Кирков – Майстора. Литературно-критически очерк“. София, 1967.
- „Наши писатели. Статии и портрети“. София, 1968.
- „Д-р Кр. Кръстев. Литературно-критически очерк“. София, 1968.
- „Съвременни писатели. Статии“. София, 1969.
- „Владимир Башев. Литературно-критически очерк“. София, 1972.
- „Пейо Яворов. Романизирана биография“. София: Отечествен фронт, 1972, 420 с.
  - „Пейо Яворов. Романизирана биография“. София, 1982.
- „Критически претворения: Проблеми и портрети“. София: Български писател, 1974, 334 с.
- „Посланици на красотата. Статии и портрети“. София, 1974.
- „Георги Цанев. Литературно-критически очерк“. София, 1976.
- „Московски квартири. Статии и портрети“. 1977.
- „Български писатели класици“. София: Български писател, 1978, 336 с.
- „Театрална Москва. Статии и портрети“. 1979.
- „Димитър Димов. Монография“. София: Български писател, 1981, 349 с.
- „Литературни кръговрати“. София: Български писател, 1983, 420 с.
- „Съветски писатели отблизо“. 1984.
- „Любомир Левчев. Литературно-критически очерк“. София: Български писател, 1985, 144 с.
- „На екрана и извън него“. 1986.
- „Уловени мигове. Статии“. 1987.
- „В хармония с идеала. Студии и портрети“. София: Български писател, 1987, 329 с.
- „Владимир Висоцки – познатият и непознатият“. София: Наука и изкуство, 1988, 247 с.
- „Гласове от екрана – телевизионни диалози със съветски творци“. София: Отечествен фронт, 1988, 310 с.
- „Класици на българската литература“. София: Книго-Цвят, 1992, 383 с.
- „Анализи на българската класическа литература“.
- „Владимир Висоцки – извън забраните“. София: Книго-Цвят, 1993, 408 с.
- „Литературна класика“. 1992.
- „Ръководство за кариеристи“. 1994.
- „Подло време“. 1997.
- „Русия в моята съдба“. 2000.